# Vinterborn
Vinterborn (Vinterbørn) è un film del 1978 diretto da Astrid Henning-Jensen.